# Каркавицас, Андреас
Андреас Каркавицас (греч. Ανδρέας Καρκαβίτσας; 12 марта 1865, Лехена — 24 октября 1922, Амарусион, Аттика) — греческий писатель. Внёс значительный вклад в формирование реалистической прозы греческой литературы конца XIX— начала XX веков.

## Биография
Родился в 1865 году в городке Лехена в Элиде.
Андреас был первым ребёнком в семье Димитриса Каркавицаса и Анны Скалца. Последовали ещё 9 детей, в числе которых Константинос Каркавицас (1871—1959), также ставший писателем. Получил начальное образование в своём городке. С 1878 года продолжил учёбу в Первой гимназии города Патры.
В гимназии проявил интерес к древнегреческой мифологии и к современной греческой литературе, в особенности к поэтам Семиостровья.
В 1879 году, по причине болезни, прервал учёбу на 6 месяцев. Окончил гимназию в 1882 году.
В этот период начал писать свои первые стихи.
В 1883 году поступил в Афинский университет, на медицинский факультет.
С 1884 года начал активно заниматься писательской деятельностью.
В октябре написал свой первый рассказ «Асимо». Начал писать также своего «Арматолос».
В декабре подготовил к изданию свой первый поэтический сборник «Απαρχαί» («Апархе» не имеет в русском прямого соответствия. В свободном переводе означает начало, первые шаги, дебют), который однако никогда так и не был издан.
Одновременно Каркавицас опубликовал свои первые фольклорные работы.
В 1885 году его рассказ «Асимо» был напечатан в журнале «Эвдомада» (Неделя), что послужило поводом знакомства Каркавицаса с кругом писателей печатающихся в журнале: К. Паламасом, К. Хадзопулосом, Г. Ксенопулосом и другими.
С 1887 года Каркавицас начал сотрудничать с афинской газетой «Неа-Эфимерида» («Новая газета») в качестве репортера и подписывает свои репортажи под псевдонимом Петрос Аврамис.
Замужество в том же году его возлюбленной и землячки, Иоланды Василиади, потрясло Каркавицаса и отголоски этого любовного разочарования прослеживаются в его будущем рассказе «Λυγερή» (Лигери — Стройная).
Перед Воскресением Христовым Каркавицас на месяц отправился в Дориду. Поездка дала ему фольклорный материал и пробудила его интерес к истории Освободительной войны 1821—1829 годов.
Накануне Рождества (по новому стилю) 1888 года Каркавицас завершил учёбу в университете и получил диплом врача.

## Армия
Первые 6 месяцев 1889 года Каркавицас служил военным фельдшером в одном из гарнизонов Аттики. В июне он получил звание младшего лейтенанта медицинской службы и через несколько дней был переведен на остров Керкира. В этот период он начал писать свой рассказ «Лигери» (Стройная), который с апреля 1990 год стал публиковаться в продолжениях в афинской газете «Эстиа» (Очаг).
В мае 1890 года Каракавицас был переведен в гарнизон города Месолонгион и вскоре «Эстиа» стала публиковать его очерки о поездках в горы вокруг Навпакта.
В январе 1891 года Каркавицас получил отпуск, которым воспользовался для получения специальности патолога.
В мае Каркавицас был переведен в гарнизон города Лариса.
23 июня того же 1891 года Каркавицас был демобилизован.

## Море
Первые месяцы после демобилизации Каркавицас использовал для поездок по Пелопоннесу, что дало ему материал для ряда очерков.
5 октября 1891 года Каркавицас был принят врачом на торговое судно «Афины».
Впечатления Каркавицаса о его службе на море отражены в его дневнике «На Востоке и на Западе», который «Эстиа» опубликовала в 47 продолжениях, с 15 февраля по 5 апреля 1892 года.
В апреле 1893 года, в своём интервью Д. Хадзопулосу, Каркавицас заявил о своём кредо в языковом вопросе:

«Из Димотики будем использовать слова понятные всем, и людям салонов и людям гор. Будем дополнять их словами Кафаревусы, которые, таким образом, будут существовать в Димотики».

В 1894 году судоходная компания которой принадлежал Афины обанкротилась.
Каркавицас своими статьями пытался оказать помощь безработным морякам.

## Провинциальный врач
С мая по ноябрь 1895 года Каркавицас служил врачом в селе Аблиани Эвритании. Здесь он изучает Гомера и начал писать писать своего «Попрошайку».
Одновременно Каркавицас, будучи сторонником освобождения остававшихся под османским контролем греческих земель вплоть до пределов Византийской империи, вступил в тайную организацию «Национальная Этерия», готовившую военные выступления на территории османских Крита, Эпира и Македонии.
В 1896 году «Эстиа» начала печатать «Попрошайку» в 26 продолжениях.
В сентябре 1896 года «Лигери» вышла отдельной книгой.
В октябре отдельной книгой вышел «Попрошайка».

## Снова в армии
В конце 1896 года Каркавицас вернулся в амию и был направлен в гарнизон города Волос.
В январе 1897 года Каркавицас опубликовал в поддержку движения феминизма статью «Сильный пол».
В феврале того же года и с началом очередного Критского восстания, Каркавицас добровольцем вступил в экспедиционный корпус, отправленный на Крит под командованием полковника Тимолеона Вассоса.
Каркавицас оставался на Крите до 11 мая 1897 года.
В апреле 1898 года, под псевдонимом Петрос Аврамис, Каркавицас принял участие в литературном конкурсе «Эстии» и получил приз за рассказ «Пасха в морях».
С конца апреля Каркавицас был переведен в один из гарнизонов Аттики.
В конце года Каркавицас принял участие в действиях армии по возвращению Фессалии под греческий контроль.
В 1899 году Каркавицас вступил в идеологический конфликт с К.Паламасом и Г.Ксенопулосом, в результате чего перестал сотрудничать с их журналом «Техни» (Искусство).
В апреле 1899 года состоялось первое издание сборника его морских рассказов «Λόγια της πλώρης» (свободный перевод «Речи палубы бака»).
Ядром 20 рассказов сборника стали впечатления писателя в период 1892—1893, когда он работал на пароходе «Афины».
В ноябре 1900 года Каркавицас был переведен на остров Лефкас.
В декабре того же года вышел сборник его 15 рассказов «Старая любовь» (здесь любовь во множественном числе).
В 1902 году Каркавицас был переведен на греко-турецкую границу в Фессалии.
В 1903 году Каркавицас был переведен в Афины. В греческой столице он пишет в журнале «Нумас», под псевдонимом Петрос Арамис, принимая участие в острой полемике по языковому вопросу и выступая в пользу Димотики.
Одновременно он написал роман «Археолог», в котором затрагивает тему странной войны 1897 года.
В 1904 году Каркавицас принял участие в создании движения «Национальный язык».
С 1905 года Каркавицас работает в призывных участках, что дало ему возможность, кроме Фессалии, посетить Кикладские острова.
В 1908 году Каркавицас принял участие в создание «Лаографической Этерии» (Фольклорного Общества).
В 1909 году, будучи на острове Скиатос по делам службы, Каркавицас познакомился с писателем Александром Пападиамантисом.
В том же году Каркавицас вступил в революционный офицерский «Военный союз», руководимый полковником Николаем Зорбасом и принял участие в офицерском движении, именуемом в историографии «Революция в Гуди».
В 1910 году Каркавицас принял участие в «Образовательном Обществе», вместе с Ионом Драгумисом и Лорендзосом Мавилисом.
В январе 2011 года Каркавицас получил повышение по службе и был награждён серебряным крестом.

## Балканские войны и Первая мировая война
С началом Балканских войн в 1912 году, Каркавицас был отправлен на Салоникский фронт, где служил в полевых хирургических операционных.
С ноября 1912 по январь 1913 года, Каркавицас служил в военном госпитале македонской столицы, города Салоники.
После греческих побед над болгарской армией во Второй Балканской войне, Каркавицас работал на островах Лесбосе и Хиосе.
После начала Первой мировой войны, Национальный раскол 1916 года вызвал у Каркавицаса сомнения в правильности действий Э. Венизелоса. Приняв сторону монархистов, Каркавицас был арестован в Салониках сторонниками Венизелоса, а затем был переведен в тюрьму в Афины.
Каркавицас был освобождён в 1917 году, но его пребывание в тюрьме и сырости способствовало появлению у него туберкулёза.
Он был отправлен в туберкулёзный санаторий на горе Пенделикон у Афин.
В декабре 1917 года Каркавицас был временно демобилизован по состоянию здоровья.

## Последние годы
В 1918 году Каркавицас познакомился с Деспиной Сотириу, с которой сожительствовал в пригороде Афин Амарусионе.
Оставаясь прикованным к постели своей болезнью, Каркавицас написал 3 учебника чтения для 3-го, 4-го и 5-го классов начальной школы. Одновременно он издал дополненный сборник рассказов «Речи палубы бака».
С 1919 года греческая армия вела бои с кемалистами в ходе малоазийского похода.
В сентябре 1920 года Каркавицас получил повышение и в звании главного врача вернулся в армию, но был оставлен при столичных госпиталях.
В 1921 году были переизданы многие работы Каркавицаса. Одновременно вышел в свет сборник «Рассказы».
В мае 1922 года Каркавицас ушёл в отставку по собственному желанию.
В июне был опубликован его сборник «Рассказы о наших мо́лодцах», а в июле сборник «Рассказы ранца».
В августе, преданная своими союзниками по Антанте, греческая армия была вынуждена оставить не только Ионию и Смирну, но под давлением союзников была вынуждена оставить без боя и Восточную Фракию.
За несколько месяцев до своей смерти, Каркавицас убедился в том, что Константинополь не стал вновь греческим.
Писатель умер в Амарусионе 24 октября 1922 года, от туберкулёза. По другим источникам, по причине рака гортани.

## Место Каркавицаса в современной греческой литературе
Каркавицас был в греческой литературе конца XIX века одним из трёх видных представителей бытовизма, наряду с Александром Пападиамантисом и Георгием Визииносом. Одновременно он был главным представителем натурализма в греческой литературе конца XIX—начала XX веков.
Примечательно, что Каркавицас, в произведениях с удивительно различной тематикой, отображает мир и язык своих героев. В «Попрошайке» он отобразил мир отсталой фессалийской деревни, с её предрассудками, свободно использует идиоматический фессалийский говор.
В «Речах палубы бака», по выражению Мильтиада Малакасиса, «перо Каркавицаса поднимает мир моряков на пену волны».
В этом книге Каркавицаса, одной из лучших книг греческой маринистики, есть романтика и проклятие моря, уподобление нрава моря нраву женщины, сестра Александра Македонского, ставшая русалкой и топящая корабли, когда моряки отвечают ей что Александр мёртв, видение греческого моряка, что окаменевший император Константин Палеолог воскреснет, когда Константинополь вновь станет греческим, кораблекрушения, экзотика, опасный труд греческих ловцев губок в водах Северной Африки. Описывая мир греческих моряков, Каркавицас с успехом пользуется терминологией парусного и парового флота, с успехом использует идиоматический говор различных греческих островов и прибрежных регионов и специфический арго моряков.
В ноябре 1922 года всего несколько недель после смерти Каркавицаса Костис Паламас один из крупнейших поэтов современной Греции писал:

«И если бы какой либо странный судья достоинств вынудил бы меня сделать выбор исключительно между Пападиамантисом и Каркавицасом,
я бы встал с почтением и непокрытой головой перед первым, поцеловал бы ему руку и остановил бы свой выбор на втором».